# Le Bataclan ’72
Le Bataclan ’72 ist ein Live-Album von Lou Reed, John Cale und Nico. Es wurde am Mischpult aufgenommen und im Laufe der Jahre häufig als Bootleg verbreitet, bevor es 2004 offiziell veröffentlicht wurde.

## Produktion
Das Album wurde während eines Live-Auftritts am 29. Januar 1972 im Bataclan in Paris aufgenommen und ursprünglich im französischen Fernsehen ausgestrahlt. Zum ersten Mal seit der Auflösung von The Velvet Underground standen Reed, Cale und Nico gemeinsam auf der Bühne.

## Veröffentlichung
Nachdem die Aufnahme schon seit Jahren als Bootleg kursierte, wurde Le Bataclan ’72 am 19. Oktober 2004 offiziell veröffentlicht mit zwei exklusiven Bonustracks (Probeaufnahmen von Pale Blue Eyes und Candy Says). Aufgrund eines Problems bei der Bandübertragung ist die Geschwindigkeit im Vergleich zum Originalkonzert zu langsam. Eine Version mit korrigierter Geschwindigkeit ist auf iTunes verfügbar, dort wird sie jedoch The Velvet Underground statt den einzelnen Künstlern zugeschrieben.

## Titelliste
1. I’m Waiting for the Man (Reed)
2. Berlin (Reed)
3. The Black Angel’s Death Song (Reed, Cale)
4. Wild Child (Reed)
5. Heroin (Reed)
6. Ghost Story (Cale)
7. The Biggest, Loudest, Hairiest Group of All (Cale)
8. Empty Bottles (Cale)
9. Femme Fatale (Reed)
10. No One Is There (Nico)
11. Frozen Warnings (Nico)
12. Janitor of Lunacy (Nico)
13. I’ll Be Your Mirror (Reed)
14. All Tomorrow’s Parties (encore; Reed)
15. Pale Blue Eyes (rehearsal; Reed)
16. Candy Says (rehearsal; Reed)